# Joisarahalli, Channarayapatna
Joisarahalli là một làng thuộc tehsil Channarayapatna, huyện Hassan, bang Karnataka, Ấn Độ.